# Bash (Glee)
Bash je patnáctá epizoda páté série amerického televizního hudebního seriálu Glee a v celkovém pořadí stá třetí epizoda tohoto seriálu. Napsal ji Ian Brennan, režíroval Bradley Buecker a poprvé se vysílala ve Spojených státech dne 8. dubna 2014 na televizním kanálu Fox. V epizodě se objevuje speciální hostující hvězda Whoopi Goldberg jako děkanka NYADY, Carmen Tibideaux a také je slyšet několik písní od broadwayského skladatele Stephena Sondheima.

## Obsah epizody
Kurt Hummel (Chris Colfer) je zmlácen, když se připlete do rvačky s homofoby. Rachel Berry (Lea Michele) pokračuje ve své cestě směrem k broadwayskému debutu ve Funny Girl. Společně s Kurtem a Blainem Andersonem (Darren Criss) vystupují na NYADĚ.

## Seznam písní
- "No One Is Alone"
- "(You Make Me Feel Like) A Natural Woman"
- "Broadway Baby"
- "Not While I'm Around"
- "Colour Blind"
- "I'm Still Here"

## Hrají
| Chris Colfer     | Kurt Hummel     |
| Darren Criss     | Blaine Anderson |
| Kevin McHale     | Artie Abrams    |
| Lea Michele      | Rachel Berry    |
| Chord Overstreet | Sam Evans       |

## O epizodě
Tato epizoda obsahuje několik písní od broadwayského skladatele a textaře Stephena Sondheima. Většina těchto písní byla natočena v lokaci budovy Walt Disney Concert Hall, která je v seriálu použita pro koncertní hala NYADY.
Speciální hostující hvězda Whoopi Goldberg se vrací jako děkanka NYADY, Carmen Tibideaux. Mezi významné vedlejší role tohoto dílu patří nadějná vycházející zpěvačka a bývalá členka sboru Mercedes Jones (Amber Riley), Kurtův otec Burt Hummel (Mike O'Malley) a producent Funny Girl, Sidney Greene (Michael Lerner).
Šest písní z epizody bylo vydáno na šesti stopovém extended play s názvem Glee: The Music, Bash. Mezi ně patří původní píseň "Colour Blind" v podání Amber Riley; "(You Make Me Feel Like) A Natural Woman" od Arethy Franklin také v podání Riley a čtyři Sondheimovy písně: "Broadway Baby" z muzikálu Follies v podání Ley Michele a Darrena Crisse; "No One Is Alone" z muzikálu Into the Woods v podání Ley Michele, Chrise Colfera a Darrena Crisse; "Not While I'm Around" z muzikálu Sweeney Todd: Ďábelský holič z Fleet Street v podání Darrena Crisse, Ley Michele, Amber Riley a Chorda Overstreeta (ačkoliv tuto píseň v epizodě zpívá pouze Criss jako sólovou) a "I'm Still Here" opět z muzikálu Follies v podání Chrise Colfera.